# Décès en novembre 1958
Décès
- 1954
- 1955
- 1956
- 1957
- 1958
- 1959
- 1960
- 1961
- 1962

Pour une information complémentaire, voir la page d'aide.

| Date        | Nom                | Pays                 | Activités                   | Âge | Source |
| ----------- | ------------------ | -------------------- | --------------------------- | --- | ------ |
| 27 novembre | Jeanne Demons      | Drapeau du Canada    | Actrice canadienne.         | 72  |        |
| 30 novembre | Joseph-Jean Heintz | Drapeau de la France | Évêque catholique français. | 72  |        |